# Sundasciurus brookei
Sundasciurus brookei — вид гризунів родини Sciuridae. Зустрічається в Індонезії та Малайзії. Її природним середовищем існування є субтропічні або тропічні сухі ліси. Їй загрожує втрата середовища існування. Її назвали на честь Чарльза Брука, другого білого раджі Саравака, Олдфілдом Томасом за зразком, зібраним Чарльзом Хоузом на горі Дуліт.

## Характеристики
S. brookei досягає довжини тіла приблизно від 15,1 до 16,8 сантиметра й важить приблизно від 115 до 132 грамів. Хвіст має довжину від 12,0 до 13,6 сантиметра, що робить його трохи коротшим за решту тіла. Зверху тварини мають плямисто-коричневе забарвлення. Низ складається з сірих волосків з білими кінчиками. Між задніми лапами є помаранчева пляма, а хвіст смугастий.

## Середовище, звички
Про звички дуже мало інформації. Вона веде денний спосіб життя та мешкає у високих лісах високогір'я Борнео, живучи переважно на деревах і рідко зустрічається на землі.